# Umbra et Imago
Gli Umbra et Imago sono un gruppo goth metal tedesco formatosi nell'autunno del 1991.

## Discografia

### Album in studio
- 1992 – Träume, Sex und Tod
- 1993 – Infantile spiele
- 1995 – Gedanken eines vampirs
- 1996 – Mystica sexualis
- 1998 – Machina mundi
- 2000 – Mea culpa
- 2001 – Dunkle energie
- 2004 – Memento mori
- 2005 – Motus animi
- 2010 – Opus magnus
- 2015 – Die unsterblichen

### Singoli e EP
- 1994 – Remember Dito
- 1996 – Sex statt Krieg
- 1997 – Kein Gott und keine Liebe
- 1999 – Weinst du? ft. Tanzwut
- 2001 – Feuer und Licht
- 2004 – Sweet Gwendoline
- 2007 – Gott will es

### Live
- 1998 – The Hard Years
- 2002 – Die Welt brennt
- 2006 – Imago picta
- 2007 – The Hard Years II
- 2007 – Past Bizarre 1993-1997